# Pete Rademacher
Thomas Peter Rademacher, detto Pete (Tieton, 20 novembre 1928 – Sandusky, 4 giugno 2020) è stato un pugile statunitense.

## Carriera

### Dilettante
Pete Rademacher conquistò la medaglia d'oro nei pesi massimi a Melbourne 1956.
Batté nei quarti di finale il cecoslovacco Josef Němec, per KO al secondo round; in semifinale il sudafricano Daan Bekker, per KO al terzo round e in finale mise KO al primo round il sovietico Lev Muchin.
Concluse la sua lunga carriera dilettantistica con un record di 72 vittorie, di cui 35 prima del limite e 7 sconfitte.

### Professionista

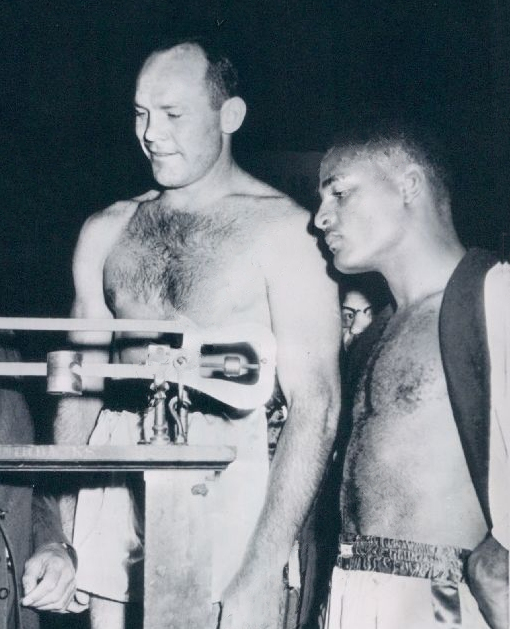
Pete Rademacher al peso prima del match contro Zora Folley (1958).

Passò professionista nel 1957 all'età di ventinove anni, piuttosto tardi per un debuttante.
Caso unico nel pugilato moderno, Rademacher combatté per il titolo mondiale al suo debutto, contro Floyd Patterson il 22 ottobre 1957, a Seattle. Nel secondo round riuscì anche a mettere al tappeto il campione con due ganci destri. Patterson però si riprese e, a tre secondi dalla fine del sesto round, dopo sette atterramenti, Rademacher finì knock-out.
Tale esordio fu sicuramente traumatico per il campione olimpico, che non era mai salito sul ring per combattere più di tre riprese, sino ad allora. Perse per KO al quarto round anche il secondo match, contro il quotato Zora Folley, un avversario che aveva battuto da dilettante, ai campionati AAU del 1953 e futuro sfidante di Muhammad Ali per il titolo mondiale.
Anche nel prosieguo della carriera, Rademacher scese sconfitto dal ring di fronte ad avversari di livello, come Brian London, Doug Jones, Archie Moore e Karl Mildenberger. Tutti pugili che, in un modo o nell'altro, incrociarono i guantoni - con esito negativo - con Muhammad Ali-Cassius Clay. Le sue uniche vittorie importanti furono contro il canadese George Chuvalo, anch'egli più volte sfidante al titolo mondiale e contro l'ex campione del mondo dei pesi medi Bobo Olson.
Con questa vittoria ai punti, Rademacher lasciò il pugilato a trentatré anni, il 3 aprile 1962. Aveva combattuto da professionista soltanto quattro anni e mezzo ma ad altissimo livello, salendo sul ring 23 volte e vincendo 15 match (8 prima del limite), perdendone sette e pareggiandone uno.